# 最大风速半径

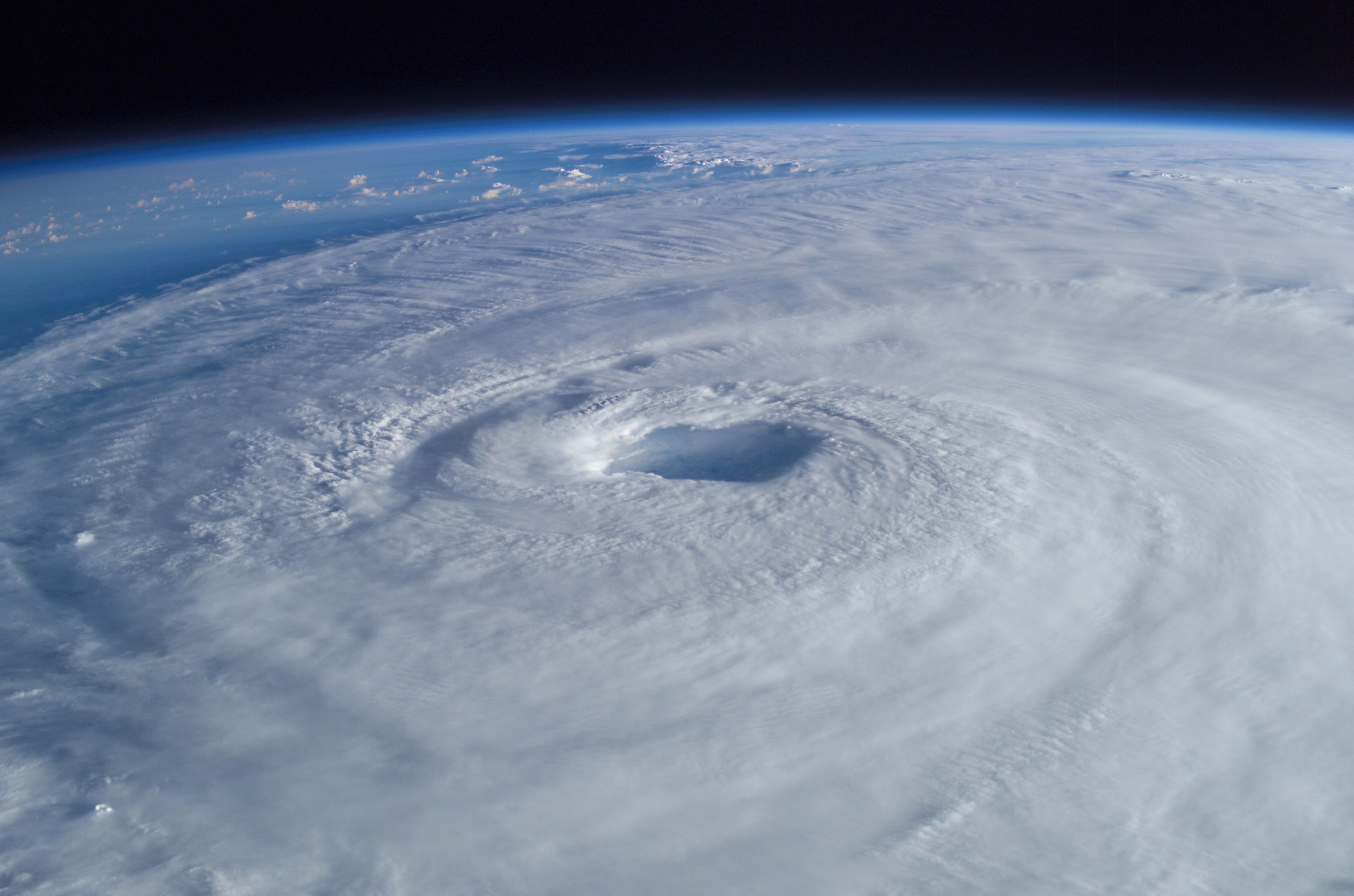
一个强烈的热带气旋，其最大风速半径通常正好和风暴中心到风眼墙的距离相同，例如2003年的飓风伊莎贝尔。

最大风速半径（英語：radius of maximum wind，简称）指的是气旋中心到其最强烈风带之间的距离，是一个用于大气动力学和热带气旋预测的参数。热带气旋的最大风速半径内降雨量通常也最高。使用这个参数，可以对气旋的最大潜在强度和所产生风暴潮的规模做出估算。随着最大持续风速的提高，最大风速半径通常会减少。近年来，这个参数已经开始在龙卷风的描述中使用。此外，在对建筑物进行设计，防止因气压变化而出现损伤时，也可以调用最大风速半径来进行计算。

## 测定
大西洋出现气旋的最大风速半径传统上是由侦察机来进行测量。并且也可以通过在天气图上测量气旋中心与系统最大压力梯度之间的距离来确定。使用气象卫星数据，通过测量红外卫星图像上顶端云层温度最低的位置到风眼中温度最高部分之间的距离，也可以测定最大风速半径。这种方法可行的原理在于，热带气旋中最强烈的气往往位于其最深层对流中，在红外卫星图像上，最深层对流也就是温度最低的顶端云层。此外，多普勒气象雷达的速度数据也可以用来测算龙卷风和靠近海岸热带气旋的这一参数。

## 龙卷风

2009年6月5日怀俄明州一场龙卷风及其关联中气旋的雷达图像，左边的反向率数据显示出龙卷风关联的风眼墙，右边的速度数据显示出其最强风的位置。

对于龙卷风最大风速半径的了解非常重要，因为密封建筑物内的气压变化可能导致建筑出现结构性损伤。大部分建筑物每28立方米体积就会有一平方英尺的开口以便平衡结构内部和外部之间的空气压力。气压变化幅度大约相当于最大风速半径数值的一半，龙卷风的最大风速半径通常都是其中心或风眼向外约46米到150米之间。通过雷达测风仪实际测得的龙卷风中最宽的一个是1999年在俄克拉荷马州北部洛根县和佩恩县交界处小镇马尔霍尔（Mulhall）出现的，该州1999年出现了龙卷风的大爆发，其最大风速半径超过800米。

## 热带气旋
经过对中心最低气压在909毫巴（百帕，26.8英寸汞柱）到993毫巴（百帕，29.3英寸汞柱）之间的所有飓风进行测量后计算，其最大风速半径的平均值为47公里。从热带气旋的强度来看，其最大持续风速最大，最大风速半径也就越小。经过观察还确认，强烈热带气旋产生降雨量最多的通常都在最大风速半径以内。
最大风速半径有助于确认热带气旋会直接袭击的地点。如果一个热带气旋接近陆地到最大风速半径范围内，那么就可以认为这个热带气旋对该地进行了直接袭击。最大风速半径还有在热带气旋最大潜在强度的计算公式中使用，这个公式就是依靠热带气旋最大风速半径附近的风速来确认其最终潜力。
热带气旋产生最强烈风暴潮的范围通常会与最大风速半径重合。因为热带气旋内最强烈的风都处在最大风速半径内，这一区域内产生的海浪也最为强烈，并且海浪还会以最终以风暴中心为圆心向外漂移。热带气旋会把三倍于最大风力半径范围内的海水混合，并且由于上升流的作用而降低海洋表面的海水温度。
对于热带气旋最大风速半径还存在多个未知领域，例如是否能够对其加以预测就是其中之一。